# قلعة أبسالون

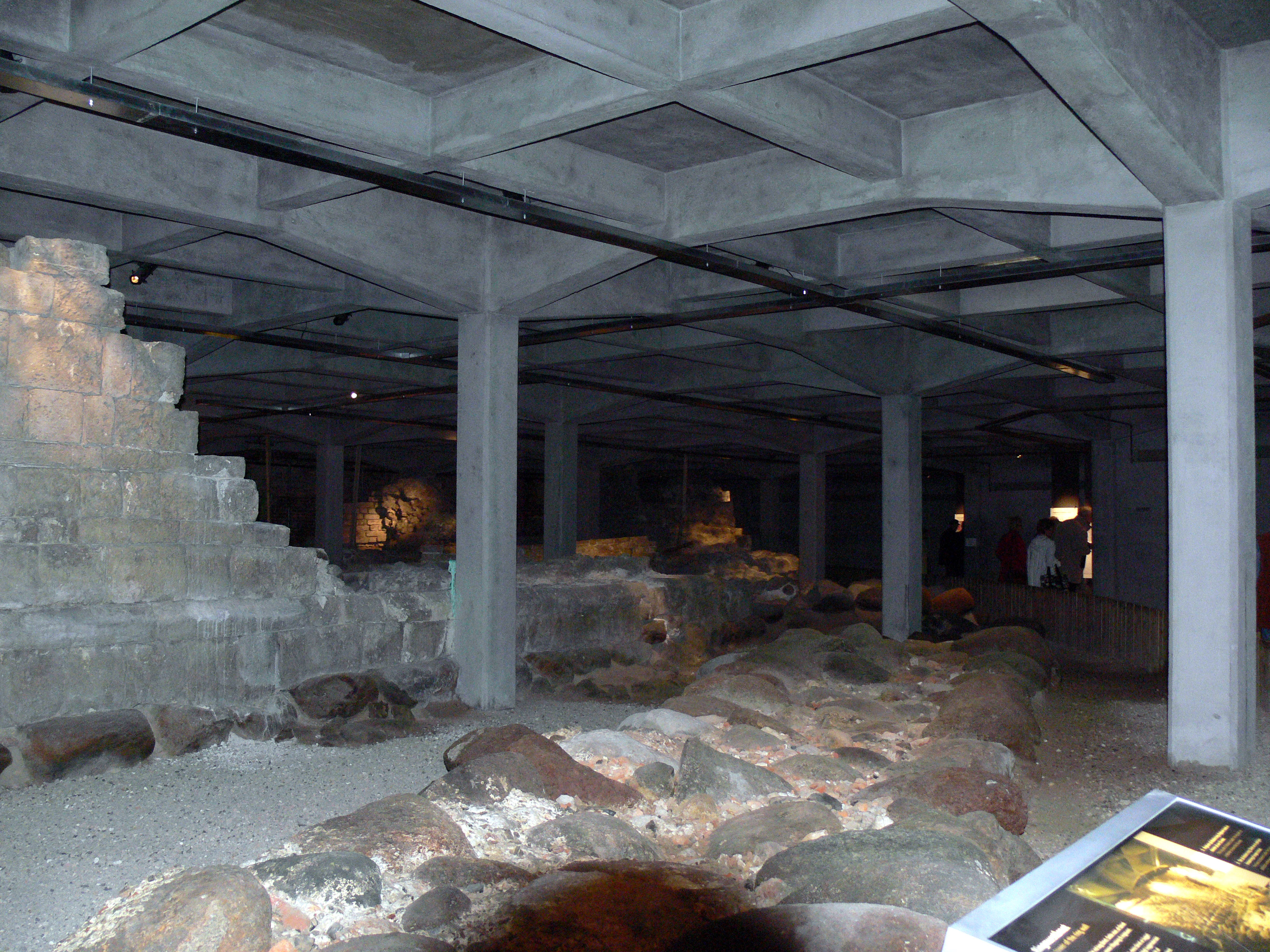
بقايا قلعة أبسالون أسفل قصر كريستيانسبورغ، كوبنهاغن.

قلعة أبسالون (بالدنماركية: Absalons borg) هي قلعة أو حصن سابق كانت موجودة في جزيرة القلعة (Slotsholmen) في العاصمة الدنماركية كوبنهاغن، وتحديدًا في مكان موقع قلعة كوبنهاغن وقصر كريستيانسبورغ. بنى القلعة الأسقف أبسالون في عام 1167، بحسب المؤرخ ساكسو غراماتيكوس. ولقد بقيت لحوالي 200 عامًا قبل أن يدمرها أعضاء الرابطة الهانزية في عام 1369، والذين احتلوها ونهبوها في بادئ الأمر، ثم دمروها بشكل كامل.
كانت القلعة تتكون من حائط ساتر، وفناء مُغلق، وسكن للأسقف، ومُصلّى، وعدد من المباني الثانوية. ويمكن مشاهدة بقايا القلعة اليوم في الحفريات الواقعة أسفل قصر كريستيانسبورغ.